# بوئینگ سی-۱۲۷
بوئینگ سی-۱۲۷ (به انگلیسی: Boeing C-127) یک هواپیمای ساختِ بوئینگ در کشور ایالات متحده آمریکا است.